# Campionato africano maschile di pallacanestro 1968
Il 4º Campionato Africano Maschile di Pallacanestro FIBA si è svolto dal 29 marzo al 6 aprile 1968 a Casablanca in Marocco. Il torneo è stato vinto dal Senegal.
I Campionati africani maschili di pallacanestro sono una manifestazione disputata dalle squadre nazionali del continente, organizzata dalla FIBA Africa, all'epoca AFABA.

## Squadre partecipanti
| Gruppo A                                                   | Gruppo B                                         |
| ---------------------------------------------------------- | ------------------------------------------------ |
| - Costa d'Avorio - Mali - Marocco - Congo-Kinshasa - Sudan | - Algeria - Niger - Rep. Centrafricana - Senegal |

## Classifica finale
| Campione d'Africa | Campione d'Africa  | Campione d'Africa |
| ----------------- | ------------------ | ----------------- |
| Senegal           |                    |                   |
| Argento           | Marocco            |                   |
| Bronzo            | Rep. Centrafricana |                   |
| 4.                | Mali               |                   |
| 6.                | Costa d'Avorio     |                   |
| 6.                | Sudan              |                   |
| 7.                | Algeria            |                   |
| 8.                | Niger              |                   |
| 9.                | Congo-Kinshasa     |                   |